# Nesiomiris
Nesiomiris is een geslacht van wantsen uit de familie van de Miridae (blindwantsen). Het geslacht werd voor het eerst wetenschappelijk beschreven door George Willis Kirkaldy in 1902.

## Soorten
Het genus bevat de volgende soorten:

- Nesiomiris beardsleyi Gagne, 1997
- Nesiomiris bifurcatus Gagne, 1997
- Nesiomiris byroniae Gagne, 1997
- Nesiomiris cheirodendronae Gagne, 1997
- Nesiomiris cheliferus Gagne, 1997
- Nesiomiris chu Gagné, 1997
- Nesiomiris contortus Gagne, 1997
- Nesiomiris curvatus Gagne, 1997
- Nesiomiris curvipes Gagne, 1997
- Nesiomiris ehu Gagne, 1997
- Nesiomiris elongatus Gagne, 1997
- Nesiomiris fasciatus Gagne, 1997
- Nesiomiris hawaiiensis Kirkaldy, 1902
- Nesiomiris ilicis Gagne, 1997
- Nesiomiris ilicivorus Gagne, 1997
- Nesiomiris kauilamahu Gagne, 1997
- Nesiomiris kawau Gagne, 1997
- Nesiomiris kraussi Gagne, 1997
- Nesiomiris lanaiensis Gagne, 1997
- Nesiomiris lapalapa Gagne, 1997
- Nesiomiris legnotus Gagne, 1997
- Nesiomiris lihuensis Gagne, 1997
- Nesiomiris limitatus Gagne, 1997
- Nesiomiris lineatus Gagne, 1997
- Nesiomiris maculatus Gagne, 1997
- Nesiomiris mahu Gagne, 1997
- Nesiomiris mauiensis Gagne, 1997
- Nesiomiris oahuensis Gagne, 1997
- Nesiomiris ohe Gagne, 1997
- Nesiomiris olapa Gagne, 1997
- Nesiomiris pallasatus Gagne, 1997
- Nesiomiris pallidus Gagne, 1997
- Nesiomiris parasinuatus Gagne, 1997
- Nesiomiris pilosus Gagne, 1997
- Nesiomiris planatus Gagne, 1997
- Nesiomiris reductus Gagne, 1997
- Nesiomiris restrictus Gagne, 1997
- Nesiomiris rufonotus Gagne, 1997
- Nesiomiris secularis Gagne, 1997
- Nesiomiris seminotatus Gagne, 1997
- Nesiomiris sinuatus Gagne, 1997
- Nesiomiris spatulatus Gagne, 1997
- Nesiomiris swezeyi Gagne, 1997
- Nesiomiris tetraplasandrae Gagne, 1997
- Nesiomiris timberlakei Gagne, 1997
- Nesiomiris trifurcatus Gagne, 1997
- Nesiomiris trinesiotes Gagne, 1997
- Nesiomiris uncinatus Gagne, 1997
- Nesiomiris usingeri Gagne, 1997
- Nesiomiris waimeae Gagné, 1997
- Nesiomiris williamsi Gagne, 1997